# Clap Your Hands Tour
The Clap Your Hands Tour fue la primera gira de conciertos de la cantante Emily Osment. La gira apoyó su primer disco,  All the Right Wrongs. Comenzó el 7 de marzo de 2010 en el House of Blues en Anaheim, California  y terminó el 2 de mayo de 2010 en el House of Blues en San Diego, California .

## Repertorio
1. "All The Way Up"
2. "Average Girl"
3. "Found Out About You"
4. "I Hate the Homecoming Queen"
5. "You Are the Only One"
6. "What About Me"
7. "One of Those Days"
8. "Unaddicted"
9. "Let's Be Friends"